# Doprava ve Vietnamu
Doprava ve Vietnamu se z hlediska kvality a kvantity zlepšuje.  Nejvíce se rozvíjí silniční doprava. V posledních letech se zintenzivnila výstavba rychlostních silnic; do roku 2015 bylo postaveno více než 700 km dálnic a rychlostních silnic, 500 km je stále ve výstavbě. Přesto mnoho silnic je nebezpečných a pomalých kvůli zastaralosti silniční infrastruktury. Letecká doprava je důležitá při cestování na delší vzdálenosti. Metro je ve dvou metropolích Vietnamu, v Hanoji a Ho Či Minově Městě.

## Silniční doprava

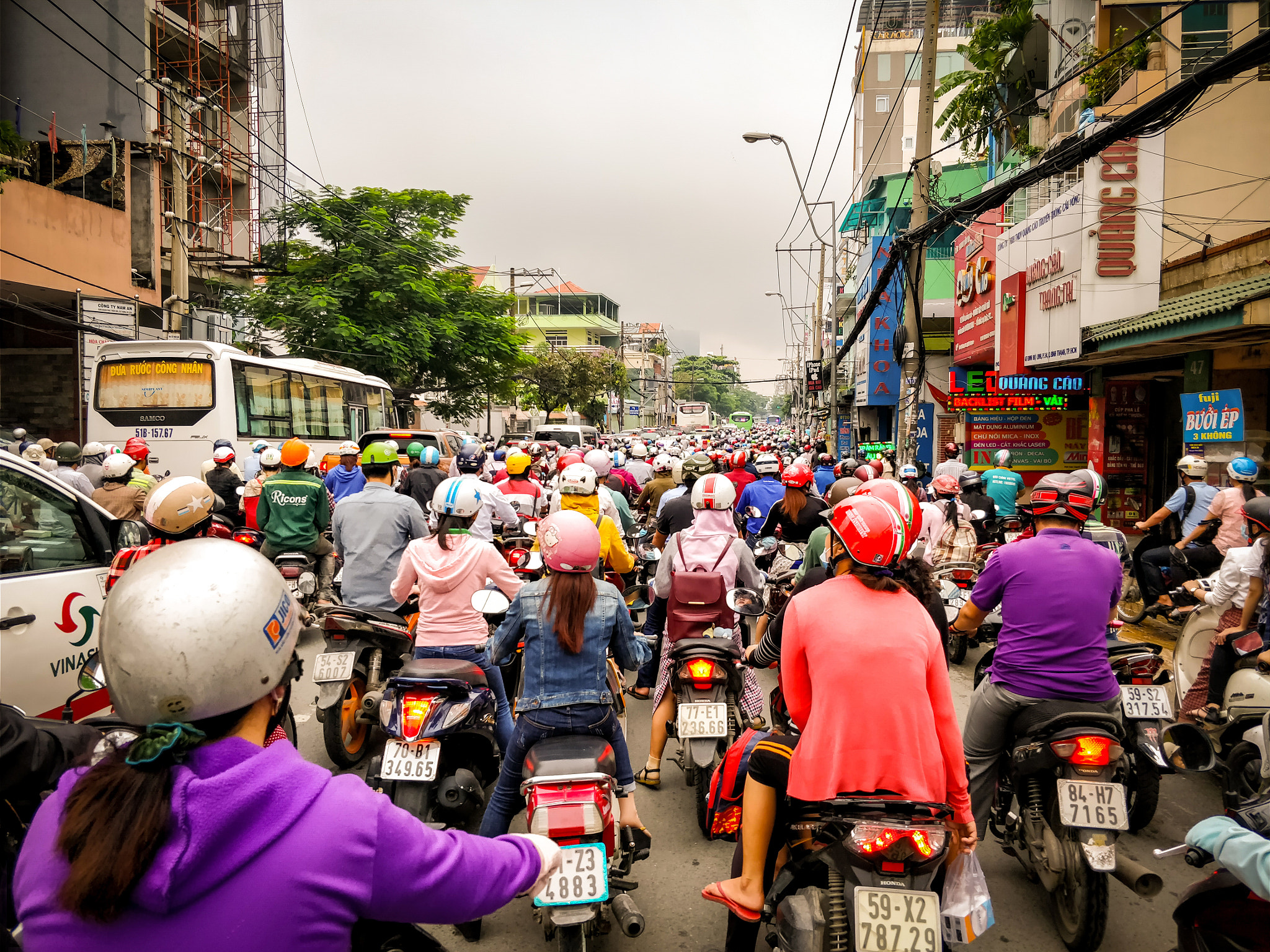
Vietnamskému provozu dominují motocykly

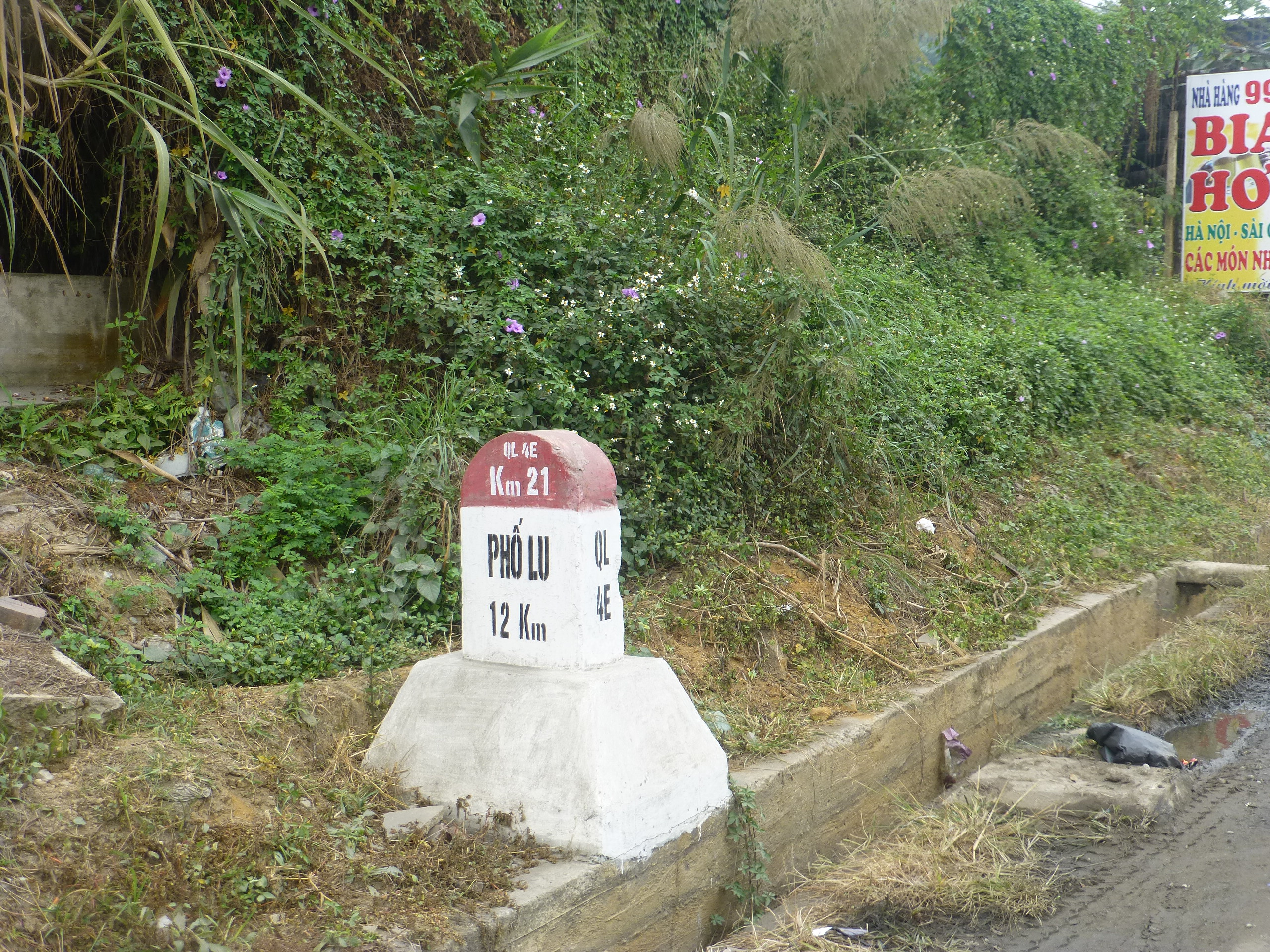
Památník na Státní silnici 4E

Silniční infrastruktura ve Vietnamu má délku okolo 260 000 km, z toho je jen 19 % zpevněných silnic. 40 % sítě je ve špatném stavu. Infrastruktura se skládá z různých typů cest, přičemž 20 000 km tvoří dálnice a 24 000 provinční silnice.

### Rychlostní silnice
Rychlostní silnice jsou ve Vietnamu poměrné novinkou. Silniční provoz se rozrůstá, ale většina silnic je nebezpečných kvůli zastaralosti. Rychlostní silnice řeší problém na hlavních tazích tím, že oddělují rychlý silniční provoz od pomalého.
Ve Vietnamu jsou definovány 2 typy rychlostních silnic. Rychlostní kategorie jsou čtyři: 60, 80, 100 a 120 km/h. Obecně mají na rychlostní silnici přístup auta, autobusy, nákladní auta a công nông (zemědělská vozidla) a všechny typy motocyklů jsou zakázány.
| Národní silnice |
| --- |
| - Národní silnice 1A: Huu Nghi Quan Border Gate (Lạng Sơn) – Cà Mau (provincie) - Národní silnice 1B: Thái Nguyên – Lạng Sơn (provincie) - Národní silnice 1C: Khánh Hòa - Národní silnice 1D: Qui Nhơn – Sông Cầu - Národní silnice 1K: Ho Či Minovo Město – Biên Hòa - Národní silnice 2: Hanoj – Hà Giang - Národní silnice 2B: Vĩnh Phúc - Národní silnice 2C: Vĩnh Phúc – Tuyên Quang (provincie) - Národní silnice 3: Hanoj – Cao Bằng - Národní silnice 3B: Bắc Kạn – Tuyên Quang (provincie) - Národní silnice 3C: Thái Nguyên – Bắc Kạn - Národní silnice 4: 4A (Lạng Sơn – Cao Bằng), 4B (Quảng Ninh – Lạng Sơn), 4C (Hà Giang), 4D (Lào Cai – Lai Châu), 4E (Lào Cai), 4G (Sơn La), 4H (Điện Biên) - Národní silnice 5: Hanoj – Hai Phong - Národní silnice 6: Hanoj – Điện Biên - Národní silnice 6B: Sơn La - Národní silnice 7: Nghệ An - Národní silnice 7B: Nghệ An - Národní silnice 8: Hà Tĩnh - Národní silnice 8B: Hà Tĩnh - Národní silnice 9: Quảng Trị - Národní silnice 9A: Quảng Trị - Národní silnice 9B: Quảng Bình - Národní silnice 9D: Quảng Trị - Národní silnice 10: Quảng Ninh – Thanh Hóa - Národní silnice 12: Điện Biên – Lai Châu - Národní silnice 12A: Quảng Bình - Národní silnice 12B: Ninh Bình – Hòa Bình - Národní silnice 12C: Sơn Dương - Vũng Áng Port – Quảng Bình (provincie) - Národní silnice 13: Ho Či Minovo Město – Bình Phước - Národní silnice 14: Quảng Trị – Bình Phước - Národní silnice 14B: Danang – Quảng Nam - Národní silnice 14C: Gia Lai – Đắk Nông - Národní silnice 14D: Quảng Nam - Národní silnice 14E: Quảng Nam - Národní silnice 14G: Quảng Nam – Danang - Národní silnice 15: Hòa Bình – Quảng Trị - Národní silnice 15B: Hà Tĩnh - Národní silnice 15C: Thanh Hóa - Národní silnice 15D: Quảng Trị - Národní silnice 16: Quang Binh - Národní silnice 17: Hanoj – Thái Nguyên - Národní silnice 18: Hanoj – Quảng Ninh - Národní silnice 19: Bình Định – Gia Lai - Národní silnice 19B: Bình Định - Národní silnice 19C: Bình Định – Đắk Lắk - Národní silnice 20: Đồng Nai – Lâm Đồng - Národní silnice 21: Hanoj – Nam Định - Národní silnice 22: Ho Či Minovo Město – Tây Ninh - Národní silnice 22B: Tây Ninh - Národní silnice 23: Hanoj – Vĩnh Phúc - Národní silnice 24: Quảng Ngãi – Kon Tum - Národní silnice 24B: Quảng Ngãi - Národní silnice 24C: Quảng Ngãi - Národní silnice 25: Phú Yên – Gia Lai - Národní silnice 26: Khánh Hòa – Đắk Lắk - Národní silnice 26B: Khánh Hòa - Národní silnice 27: Ninh Thuận – Đắk Lắk - Národní silnice 27B: Ninh Thuận – Khánh Hòa - Národní silnice 27C: Khánh Hòa – Lâm Đồng - Národní silnice 28: Bình Thuận – Đắk Nông - Národní silnice 28B: Bình Thuận – Lâm Đồng - Národní silnice 29: Phú Yên (provincie) – Đắk Lắk - Národní silnice 30: Tiền Giang – Đồng Tháp - Národní silnice 31: Bắc Giang – Lạng Sơn - Národní silnice 32: Hanoj – Lai Châu - Národní silnice 32B: Phú Thọ – Sơn La - Národní silnice 32C: Phú Thọ – Yên Bái - Národní silnice 34: Cao Bằng – Hà Giang - Národní silnice 35: Ninh Bình - Národní silnice 37: Thái Bình – Sơn La - Národní silnice 37B: Thái Bình (provincie) – Hà Nam - Národní silnice 38: Bắc Ninh – Hà Nam - Národní silnice 38B: Hải Dương – Ninh Bình - Národní silnice 39A: Hưng Yên (provincie) – Thái Bình (provincie) - Národní silnice 39B: Hưng Yên – Thái Bình (provincie) - Národní silnice 40: Kon Tum - Národní silnice 40B: Quảng Nam – Kon Tum - Národní silnice 43: Sơn La - Národní silnice 45: Ninh Bình – Thanh Hóa - Národní silnice 46A: Nghệ An - Národní silnice 46B: Nghệ An - Národní silnice 47: Thanh Hóa - Národní silnice 48A: Nghệ An - Národní silnice 48B: Nghệ An - Národní silnice 48C: Nghệ An - Národní silnice 48E: Nghệ An - Národní silnice 49: Thừa Thiên–Huế - Národní silnice 49B: Quảng Trị – Thừa Thiên–Huế - Národní silnice 49C: Quảng Trị - Národní silnice 50: Ho Či Minovo Město – Tiền Giang - Národní silnice 51: Đồng Nai – Bà Rịa–Vũng Tàu - Národní silnice 52: Ho Či Minovo Město – Đồng Nai - Národní silnice 53: Vĩnh Long – Trà Vinh - Národní silnice 54: Đồng Tháp – Trà Vinh - Národní silnice 55: Bà Rịa–Vũng Tàu – Lâm Đồng - Národní silnice 55B: Bình Thuận - Národní silnice 56: Bà Rịa-Vũng Tàu – Đồng Nai - Národní silnice 57: Bến Tre – Vĩnh Long (provincie) - Národní silnice 60: Tiền Giang – [[Sóc Trăng]] - Národní silnice 61: An Giang – Kiên Giang - Národní silnice 61B: Can Tho – [[Sóc Trăng]] - Národní silnice 62: Long An - Národní silnice 63: Kiên Giang – Cà Mau - Národní silnice 70: Phú Thọ – Lào Cai - Národní silnice 70B: Phú Thọ – Hòa Bình - Národní silnice 71: Hà Tĩnh - Národní silnice 80: Vĩnh Long – Kiên Giang - Národní silnice 91: Can Tho – An Giang - Národní silnice 91B: Can Tho - Národní silnice 91C: Can Tho – Bạc Liêu (provincie) - Národní silnice 100: Lai Châu - Národní silnice 217: Thanh Hóa - Národní silnice 279: Quảng Ninh – Điện Biên - Národní silnice N1: Bình Phước – Kiên Giang - Národní silnice N2: Bình Dương – Kiên Giang - Ho Chi Minh Highway: Cao Bằng – Cà Mau |

## Vodní doprava

### Trajekty
Většina trajektových spojů byla nahrazená mosty, ale trajekty stále fungují pro vozidla, které nemají povolený přístup na rychlostní silnice.

## Letecká doprava
Důležitost letecké dopravy rapidně roste. Linka mezi Hanojí a Ho Či Minovým Městem je od roku 2016 7. nejvytíženější linkou na světě. V roce 2017 se na ní přepravilo 6 769 823 pasažérů.

### Mezinárodní letiště
Vietnam má 37 civilních letišť, včetně 3 mezinárodních. Mezi mezinárodní letiště patří: Nội Bài International Airport v Hanoji, Da Nang v Da Nangu a letiště Tân Sơn Nhất v Ho Či Minově Městě, které je největší letiště ve Vietnamu. V roce 2017 odbavilo 62 milionů pasažérů, což bylo 19% zvýšení oproti roku 2016. Staví se nové mezinárodní letiště Long Thanh poblíž Saigonu, které má nahradit přecpané staré letiště (Tan Son Nhat) v Ho Chi Minově Městě.

### Aerolinky
Vietnamské aerolinie (Vietnam Airlines) létají na 79 mezinárodních letišť a vlastní 83 letadel. Druhým největším domácím dopravcem je VietJet Air, který má 47 letadel.